# Nguyễn Đình Lập
Nguyễn Đình Lập là một huấn luyện viên bóng chuyền tại giải VĐQG Việt Nam và hiện đang là huấn luyện viên phó Đội tuyển bóng chuyền nam quốc gia Việt Nam. Ông trở thành HLV đội trẻ Tràng An Ninh Bình kể từ mùa giải 2016 và trở thành huấn luyện viên phó đội 1 vào năm 2020. Trước đó ông từng chơi ở vị trí phụ công của Câu lạc bộ bóng chuyền Tràng An Ninh Bình giai đoạn 2008-2015 và trở thành cầu thủ quốc gia năm 2013.

## Xuất thân
Nguyễn Đình Lập sinh ngày 02/09/1986, tại Ninh Phúc, thành phố Ninh Bình, Ninh Bình. Trong một gia đình không có ai là cầu thủ bóng chuyền chuyên nghiệp.
Năm 2004, khi vừa 18 tuổi, Nguyễn Đình Lập tốt nghiệp THPT Trần Hưng Đạo, Ninh Bình và trúng tuyển vào câu lạc bộ bóng chuyền Tràng An Ninh Bình vừa mới thành lập.

## Vận động viên
Từ năm 2004 đến năm 2007, Nguyễn Đình Lập là vận động viên đội trẻ Câu lạc bộ bóng chuyền Tràng An Ninh Bình. Từ năm 2008, Nguyễn Đình Lập vào đội hình chính thức của Câu lạc bộ bóng chuyền Tràng An Ninh Bình.
Năm 2013, Nguyễn Đình Lập được gọi vào Đội tuyển bóng chuyền nam quốc gia Việt Nam để chuẩn bị tham dự vòng loại World Cup khu vực Đông Nam Á.
Năm 2015, Sau khi bị dính chấn thương, Nguyễn Đình Lập chuyển sang làm công tác huấn luyện tại Câu lạc bộ bóng chuyền Tràng An Ninh Bình.

## Huấn luyện viên
Nguyễn Đình Lập, từng là phụ công của đội tuyển Việt Nam và CLB Tràng An Ninh Bình (TANB) nhưng vì chấn thương phải giải nghệ sớm, chuyển sang làm HLV của đội trẻ Tràng An - Ninh Bình từ năm 2016.
Nguyễn Đình Lập là người đầu tiên ở Việt Nam làm thống kê kĩ thuật áp dụng cho thi đấu bóng chuyền chuyên nghiệp, bắt đầu từ vòng II năm 2017. Lập được chuyên gia viết phần mềm VBStats Lê Thân Minh Châu "truyền nghề" và Tràng An - Ninh Bình từ đó giành chiến thắng như chẻ tre nhờ thay đổi chiến thuật dựa theo thông tin thống kê thu thập được của đối phương. HLV Nguyễn Đình Lập thời gian rảnh rỗi cũng làm thống kê cho cả Giải Bóng chuyền vô địch quốc gia Úc với hơn 100 trận/năm.
Tại cúp quốc tế nữ VTV 2019 diễn ra ở Quảng Nam, Đội tuyển bóng chuyền nữ quốc gia Úc cũng mời Nguyễn Đình Lập làm Trợ lý huấn luyện viên. Tham gia công tác chuyên môn cho ĐTQG nữ Úc ở cúp VTV 2019, HLV Nguyễn Đình Lập phụ trách thống kê số liệu, góp phần quan trọng để BHL điều chỉnh chiến thuật. Đây cũng là công việc sở trường của Nguyễn Đình Lập ở CLB Tràng An Ninh Bình.
Năm 2021 trở thành HLV phó Tràng An - Ninh Bình và từ tháng 6/2021 trở thành HLV Phó Đội tuyển bóng chuyền nam quốc gia Việt Nam.

## Thành tích
Thành tích vận động viên
- Vô địch các mùa giải: 2010, 2012
- Á quân các mùa giải: 2009
- Hạng ba các mùa giải: 2007
- Á quân môn bóng chuyền nam tại đại hội thể dục thể thao năm 2018.[5]

Tại Giải bóng chuyền cúp Hoa Lư:
- Vô địch các mùa giải: 2010, 2012, 2013, 2015
- Á quân Giải bóng chuyền cúp Hoa Lư năm 2008, 2009, 2011, 2014.
- Hạng ba các mùa giải: 2004

Tại Giải bóng chuyền cúp Hùng Vương:
- Vô địch cúp Hùng Vương các mùa giải: 2009, 2010, 2012[6], 2013[7]
- Hạng ba các mùa giải: 2007

Thành tích huấn luyện viên
- Vô địch các mùa giải: 2021 và 2022.
- Hạng ba các mùa giải: 2017, 2018, 2019, 2020.

Tại Giải bóng chuyền cúp Hùng Vương:
- Vô địch cúp Hùng Vương các mùa giải: 2018.
- Á quân cúp Hùng Vương các năm 2019, 2021

Tại Giải bóng chuyền cúp Hoa Lư:
- Vô địch Cúp Hoa Lư các năm 2018, 2019, 2020, 2021.
- Á quân Giải bóng chuyền cúp Hoa Lư năm 2016, 2017.

Tại các giải khác:
- Vô địch giải bóng chuyền nam Cup Tứ Hùng thành phố Hồ Chí Minh 2017.[8]
- Á quân Giải bóng chuyền Cup PV - Đạm Cà Mau 2018.[9]
- Hạng ba giải bóng chuyền nam Cup Tứ Hùng thành phố Hồ Chí Minh 2015.[10]
- Hạng ba Giải bóng chuyền Cúp Quân đội mở rộng năm 2018.[11]